# Richard Anthony
Richard Anthony, também conhecido como Ricardo Anthony Btesh (Cairo, 13 de janeiro de 1938 – Pégomas, 20 de abril de 2015), foi um cantor egípcio naturalizado francês.

## Discografia
- Tu m’étais destinée (1958)  –  You Are My Destiny
- Peggy Sue (1958)  –  Peggy Sue
- Suzie Darling (1958)
- La do da da (1958)
- Nouvelle vague (1959) - Three Cool Cats
- Jericho (1959) - Joshua Fit' the Battle
- Tu parles trop (1960) - You Talk Too Much
- Clémentine (1960)  - Clementine
- Itsy bitsy petit bikini (1960)  –  Itsy Bitsy Teenie Weenie Yellow Polka Dot Bikini
- Dis-lui que je l’aime (1961)
- Ecoute dans le vent (1961)  –  Blowin' in the Wind, Bob Dylan
- Ça tourne rond (1961) - African Waltz
- Let’s twist again (1961)  –  Let's Twist Again
- Fiche le camp, Jack (1961)  –  Hit the Road Jack
- Noël (1961)
- Tu peux la prendre (1961 ou 1962) - You Can Have Her
- Leçon de twist (1962)
- Délivre-moi (1962) - Unchain My Heart
- J’entends siffler le train (1962)  –  Five Hundred Miles
- Ne boude pas (1962) - Take Five
- Fait pour s’aimer (1962) - Desafinado
- On twiste sur le locomotion (1963)  –  The Loco-Motion
- En écoutant la pluie (1963) - Rhythm of the Rain
- C’est ma fête (1963)  –  It's My Party
- Tchin tchin (1963)
- Donne-moi ma chance (1963) - Too Late To Worry
- Ce Monde (1964)  –  You're My World / Il mio mondo
- À présent tu peux t’en aller (1964)  –  I Only Want to Be with You
- À toi de choisir (1964)  –  Swinging on a Star
- La Corde au cou (1965) - I Should Have Known Better
- Je me suis souvent demandé (1965)
- Au revoir mon amour (1965) - Goodbye My Love
- Jamais je ne vivrai sans toi (1965)  –  You Don't Have to Say You Love Me
- The night (La nuit) (1965), by Salvatore Adamo
- Hello Pussycat (1966)  –  What's New Pussycat?
- La Terre promise (1966)  –  California Dreaming
- Sunny (1966)  –  Sunny
- Aranjuez, mon Amour (1967) inspired by Concierto de Aranjuez by Joaquín Rodrigo
- Le Grand Meaulnes (1967)  –  Le Grand Meaulnes, song inspired by a novel by the French author Alain-Fournier
- Inch'Allah (1967) in Arabic, by Salvatore Adamo
- Un homme en enfer (1968)
- L’Été (1968)
- Les Ballons (1968) - Little Arrows
- Le Sirop Typhon (1969)  –  Lily the Pink
- Les Petits Cochons (1969)
- L’An 2005 (1969) - In the Year 2525
- Bien l’bonjour (1970)
- Na na hé espoir (1970) - Na Na Hey Hey Kiss Him Goodbye
- Il pleut des larmes (1970) – La Nave del Olvido
- Non stop (1977) - Don't Stop
- New York (1978)
- Señora la dueña (1970) - Lady D'Arbanville
- San Diego (1970)
- Et après (1971) by Salvatore Adamo
- Un soleil rouge (1971)
- Tibo (1971)
- Maggy May (1971)  –  Maggie May
- Sans toi (1972) - Without You
- Victoire je t’aime (1973)
- Marie-Jeanne (1973)
- Amoureux de ma femme (1974) - Nesuuno piu guidicare
- Nathalie (1975)
- Chanson de dix sous (1975) - I Can't Stay Mad At You
- De la musique républicaine (1976)
- Voilà pourquoi je l’aime (1976)
- À l’aube du dernier jour (1977)
- Minuit (1980) - MemOry
- Los Angeles (1981)
- Elle m’attend (1983)
- T'aimer d’amour (1985)
- Barrière des générations (1990)
- Le rap pas innocent – Ronymix 98 (1998)
- Et je m'en vais  –  Sloop John B
- Autant chercher à retenir le vent (1965)  –  Catch the Wind
- Je n'ai que toi  –  All by Myself
- Le soleil ne brille plus (1966)   –  The Sun Ain't Gonna Shine Anymore
- J'irai pleurer sous la pluie  –  Crying in the Rain
- Après toi  –  The Next Time
- Un papillon qui vole (1966)  –  Elusive Butterfly